# Alexander Harris
Alexander Harris (Alex en version française, ou Xander en version originale) est un personnage de fiction de la série télévisée Buffy contre les vampires, interprété par l'acteur Nicholas Brendon et doublé en version française par Mark Lesser. C'est l'un des personnages les plus importants de la série, étant au générique de tous les épisodes et apparaissant dans tous, à l'exception de Connivences. Il est le gaffeur de la série mais il est aussi celui qui blague, même dans les situations les plus désespérées, et a le rôle de l'ami fidèle et courageux malgré son absence de pouvoirs spéciaux. Utilisé comme principal élément comique dans les premières saisons, son rôle évolue par la suite à mesure qu'il devient plus mûr et gagne le respect des autres. Il est souvent décrit comme étant le cœur émotionnel, l'âme du Scooby-Gang dont il parvient souvent à résoudre les multiples crises. C'est à ce titre qu'il est celui qui empêche l'apocalypse à la fin de la saison 6.

## Biographie fictive

### Saison 1
Alex est né à Sunnydale, le 25 novembre 1981, au sein d'une famille plus que chaotique. On sait que son père a voulu le vendre à un cirque quand il était petit. Les parents d'Alex passent leur temps à se disputer et ignorent royalement leur fils qui, pour oublier les tensions familiales, se réfugie chez Willow Rosenberg, sa meilleure amie d'enfance. Alex découvre par hasard la vérité sur Buffy alors qu'il se trouve à la bibliothèque et il n'hésite pas à lui prêter main-forte dès le début pour sauver Willow et Jesse, enlevés par des vampires. Il tue plus tard, quasiment accidentellement, son ami Jesse qui était devenu un vampire (Bienvenue à Sunnydale). Alex tombe amoureux de Buffy au premier regard mais, malheureusement pour lui, ce n'est pas réciproque et il doit se contenter de rester son meilleur ami. En revanche, il n'est pas capable de s'apercevoir que Willow est amoureuse de lui. Il est souvent mis en danger par sa naïveté et son côté gaffeur, et Buffy est souvent obligée de le sauver (Le Chouchou du prof, Les Hyènes). Néanmoins, dans l'épisode Le Manuscrit, c'est lui qui ramène Buffy à la vie en la réanimant après que le Maître l'a mordue et qu'elle est tombée dans l'eau.

### Saison 2
Continuant de s'attirer des ennuis (La Momie inca, Un charme déroutant), Alex se rapproche progressivement de Cordelia Chase, une relation qui paraît improbable en raison de leur animosité l'un pour l'autre, mais qui débute, secrètement, avec un baiser échangé dans l'épisode Kendra, partie 2. Alex acquiert également des compétences militaires en endossant un costume de soldat enchanté (Halloween), compétences qu'il conserve un certain temps, et qui sont utiles à Buffy pour vaincre le Juge dans l'épisode Innocence. Jaloux de la relation que Buffy entretient avec Angel, il n'hésite pas à mentir à Buffy en lui disant que Willow veut qu'elle le tue (Acathla).

### Saison 3
Bien que continuant à sortir avec Cordelia, Alex développe enfin une attirance pour Willow, attirance mutuelle qui les conduit à s'embrasser plusieurs fois jusqu'à ce qu'ils soient surpris par Cordelia et Oz dans l'épisode Amours contrariés. À la suite de cette découverte, Cordelia rompt avec Alex qui connaît une déprime passagère car il se sent en plus inutile pour ses amis, étant le seul à ne pas avoir de pouvoirs. Il retrouve confiance dans l'épisode Le Zéro pointé où il sauve par son courage le lycée d'une bande de zombies qui voulait le faire sauter — un exploit que le Scooby-Gang ne connaît toutefois jamais — et où il perd sa virginité avec Faith. Il se rend au bal de la promotion avec l'ex-démone Anya, tombée amoureuse de lui, se réconcilie avec Cordelia (Les Chiens de l'enfer), avant de participer au combat final contre le maire, qu'il dirige grâce à la persistance de ses connaissances militaires depuis l'épisode d'Halloween (La Cérémonie).

### Saison 4
Ses résultats scolaires ne lui permettant pas d'aller à l'université, Alex vit dans la cave de ses parents et commence une série de petits boulots (notamment barman dans l'épisode Breuvage du diable). Ses dons de militaire se sont presque tout à fait évanouis au cours du temps. Dans l'épisode Désillusions, il entame une relation compliquée avec Anya, basée uniquement sur le sexe au départ, mais qui s'épanouit peu à peu. Il commence à sortir officiellement avec elle à partir de l'épisode L'Esprit vengeur, épisode où il commence aussi sa carrière dans le bâtiment. Il participe au rituel d'union qui permet à Buffy de vaincre Adam en jouant le rôle du cœur dans ce rituel (Phase finale).

### Saison 5
Alex passe brièvement sous le contrôle de Dracula au début de la saison (Buffy contre Dracula). À la suite de sa mésaventure dans l'épisode Le Double, où sa personnalité est séparée en deux parties bien distinctes, Alex prend confiance en lui, obtenant une promotion à son travail, et prenant un appartement avec Anya. Il devient très ami avec Riley et fait prendre conscience à Buffy de ce qu'elle perdrait en le quittant, trop tard cependant pour éviter leur rupture (Par amour). Pris dans les disputes incessantes entre Anya, sa petite amie, et Willow, sa meilleure amie, il refuse de prendre parti pour l'une ou l'autre et les laisse régler leur problème entre elles (Triangle). Dans l'épisode final de la saison, il demande Anya en mariage.

### Saison 6
Alex éprouve des doutes sur son idée de mariage mais la rend néanmoins publique (Baiser mortel). C'est lui qui invoque le démon Sweet dans l'épisode Que le spectacle commence (épisode où ses craintes et celles d'Anya sont mises en chanson). Finalement, le jour de son mariage avec Anya arrive dans l'épisode La Corde au cou, mais de fausses visions de leur avenir commun montrées par un démon font éclater définitivement ses doutes et il abandonne Anya au pied de l'autel, car il ne veut pas reproduire les erreurs de ses parents. Malgré tout, il est encore amoureux d'Anya et est bouleversé par l'aventure qu'elle a avec Spike dans l'épisode Entropie. Quand Willow devient maléfique et a l'intention de détruire le monde, c'est lui qui parvient à la toucher suffisamment, en lui montrant tout l'amour qu'il a pour elle, pour qu'elle renonce à son projet. Malgré ses efforts pour tenter de tuer son ami, Willow perd petit à petit sa rage, s'écroule à bout de forces, et s'effondre en larmes dans les bras d'Alex (Toute la peine du monde).

### Saison 7
Alex, désormais responsable du chantier du tout nouveau lycée de Sunnydale, continue à avoir de profonds sentiments pour Anya (prenant son parti contre Buffy dans l'épisode Crise d'identité), et se révèle être un important soutien pour Dawn dans l'épisode La Relève. Désireux de tourner la page, il obtient néanmoins un rendez-vous avec une autre jeune femme mais celle-ci se révèle, une fois de plus, être un démon, et il manque d'être sacrifié (Rendez-vous dangereux). Alex et Anya finissent cependant par recoucher ensemble dans l'épisode Sous influence mais, même s'il leur arrive de récidiver à l'occasion, ne se remettent jamais officiellement ensemble. Au cours de l'attaque de la cave à vin par toute la bande, Caleb lui crève l'œil gauche et il porte dès lors un bandeau (L'Armée des ombres). Lors du combat final contre la Force, il fait équipe avec Dawn pour garder l'une des entrées du lycée, et cherche désespérément Anya lorsque tout commence à s'effondrer. Andrew lui apprend ensuite sa mort et essaye de le réconforter.

### Dans les comics
Dans les comics Buffy contre les vampires, Saison huit, Alex a un rôle de coordinateur tactique de l'organisation des tueuses de vampires et agit de manière semblable à un observateur. Il se rapproche de la Tueuse Renée et entame une relation romantique avec elle mais la jeune femme meurt peu de temps après, tuée par Toru, un vampire japonais. Toru est ensuite vaincu par Dracula, l'ancien maître d'Alex qui est toujours lié à lui d'une certaine manière et à qui Alex a fait appel à contrecœur. Dracula permet à Alex d'achever Toru (Wolves at the Gate). Dans Retraite, Buffy réalise qu'elle a des sentiments pour Alex mais elle découvre alors que celui-ci a entamé une relation avec Dawn. À la fin de la saison 8, Alex et Dawn emménagent ensemble à San Francisco et hébergent Buffy.
Dans Buffy contre les vampires, Saison neuf, Dawn tombe malade en raison de la disparition de la magie et tout le monde commence à oublier qu'elle existe. Pour la sauver, Alex fournit des informations aux antagonistes de la saison, Severin et la Tueuse renégate Simone, qui leur permettent de pénétrer dans le Puits sépulcral afin de remonter le temps et empêcher la destruction de la graine de la magie. Il confesse sa trahison à Buffy alors qu'ils sont eux-mêmes entrés dans le Puits et combat à ses côtés contre Simone. Dawn est ensuite sauvée par Willow mais Alex se sent coupable de ce qu'il a fait bien que Buffy lui ait pardonné.
Dans Buffy contre les vampires, Saison dix, Alex est hanté par des apparitions d'Anya. Incertain sur l'identité de ce fantôme, il réalise plus tard que ce n'est pas la véritable Anya et décide de l'ignorer. Dans le même temps, la relation entre Alex et Dawn s'est détériorée et ils finissent par rompre. Cela n'empêche pas Alex de l'accompagner dans une dimension infernale dont ils finissent par sortir pour retrouver Buffy et ses amis et les aider à vaincre D'Hoffryn.

## Création et concept du personnage
Contrairement aux autres acteurs principaux de la série, Nicholas Brendon n'a quasiment aucune expérience du métier d'acteur avant d'auditionner pour la série. Il n'a à son actif que trois petits rôles et une expérience d'assistant de production sur un sitcom, mais est attiré par le script du pilote de la série car il lui rappelle à quel point il détestait le lycée. Le personnage d'Alex est en partie basé sur Joss Whedon quand il était lycéen, raison pour laquelle il a, selon Brendon, « les meilleures répliques ». La modestie et le physique de Brendon, ainsi que son phrasé particulier dû à des problèmes de bégaiement qu'il a réussi à surmonter, conviennent au personnage, et il est engagé après quatre jours d'auditions.

## Caractérisation
Dans Why Buffy Matters: The Art of Buffy the Vampire Slayer, Rhonda Wilcox estime qu'Alex et Ron Weasley, l'ami d'Harry Potter partagent beaucoup de traits communs : sa proximité avec le personnage principal, ses talents bien inférieurs à ceux de sa meilleure amie Willow Rosenberg (comme Ron avec Hermione) et le fait qu'il soit un sujet de moqueries de ses camarades d'école. L'absence de dons particuliers de ces deux personnages accentue « leur loyauté et leur courage » et les poussent à s'exposer au danger. Ce statut est mis en avant dans l'épisode Le Zéro pointé, où Cordelia compare Alex à Jimmy Olsen dans les comics Superman. Wilcox fait ensuite remarquer qu'Alex joue le rôle du chœur grec exprimant le point de vue d'une personne normale, pour glisser au fur et à mesure vers le rôle de Tirésias le devin. Malgré sa « normalité », Alex est celui qui unit les différents membres du groupe ; outre son courage, son « pouvoir » est l'amour, jusqu'au sacrifice, qu'il porte à ses amis.
Le Zéro pointé est un épisode particulièrement important dans l'arc narratif d'Alex. Le point culminant de l'épisode a lieu dans la cave du lycée, cave qui est pour Wilcox la représentation du subconscient d'Alex, alors que Jack O'Toole, son adversaire zombifié, représente ce qu'Alex désirerait être. L'épisode met en lumière la façon dont la base de l'héroïsme demeure dans le subconscient, et comment le Scooby-gang n'aurait pu sauver le monde si Alex n'avait pas remporté sa bataille contre le soi. Dans sa confrontation avec Jack, comme dans celle avec Dark Willow dans Toute la peine du monde, Alex sauve la situation avec ses mots. Wilcox pense qu'Alex, en tant que « guerrier des mots », est le personnage qui est le plus proche de Joss Whedon. Russell T Davies, le producteur de la série télévisée Doctor Who, cite Le Zéro pointé comme influence directe de l'épisode L.I.N.D.A., dans lequel un personnage secondaire tient le premier rôle et qui institue une tradition annuelle dans cette série.
La famille d'Alex est dépeinte tout au long de la série sous un angle négatif, et Alex cherche une famille de substitution à travers Willow, Buffy et Giles. Mais il ne dispose pas de leurs talents physiques ou intellectuels et doit lutter continuellement pour apporter une contribution efficace au sein du groupe. Son sentiment d'inutilité culmine dans la saison 4, où il est éloigné de ses deux meilleures amies. Dans Cauchemar, le dernier épisode de la saison, le rêve d'Alex permet d'explorer sa situation personnelle : il est infantilisé et émasculé psychologiquement par Buffy, qui lui demande s'il a besoin d'aide, alors qu'il se trouve aux toilettes, ce qui souligne « le sentiment d'insécurité et l'absence de pouvoirs » d'Alex ; il se retrouve ensuite plusieurs fois dans la cave où il vit, qui symbolise sa médiocrité, avant de se trouver finalement face au principal R. Snyder qui lui dit « Vous n'êtes rien. Une victime qu'on flagelle, élevée par des bâtards et étendue sur l'autel du sacrifice », jugement dont Alex craint qu'il soit correct.
C'est un peu après, au début de la saison 5 dans l'épisode Le Double où sa personnalité est divisée en deux, qu'Alex découvre qu'il a en lui la confiance et la maturité nécessaire à son épanouissement. L'auteur Gregory Stevenson écrit à ce propos que « les deux Alex représentent la dualité qu'il y a en chacun de nous ». Alex ne se définit désormais plus uniquement par ses traits de personnalité les plus faibles et intègre les qualités qu'il ignorait posséder. Les différents costumes portés par Alex au cours des différents Halloween (cowboy, soldat, James Bond) montre ce qu'il aimerait être et son désir de mettre en avant sa masculinité mais, même au tout début de la série, il a toujours été courageux et loyal, ces deux qualités étant pour Stevenson l'essence de la personnalité d'Alex alors qu'il se voit dans le rôle d'un éternel supporter de Buffy. Dans son livre, Niki Stafford écrit que le point central du développement du personnage d'Alex a toujours été sa quête de la maturité.
Lorna Jowett estime que les différentes relations romantiques d'Alex dans la série servent à masquer ses défauts, alors que le fait que le personnage de Larry Blaisdell pense qu'il est gay et les remarques parfois ambiguës d'Alex sur le physique de Spike ont entretenu chez certains fans de la série un doute sur les véritables orientations sexuelles d'Alex, Jowett l'attribuant à la lutte intérieure concernant sa crise de masculinité et son rôle au sein du groupe, lutte à laquelle les téléspectateurs ne peuvent s'identifier facilement. L'auteur en conclut que c'est pour certains fans un obstacle, peut-être inconscient, à la reconnaissance de la masculinité du personnage et, de façon plus large, à la construction d'une notion de masculinité contemporaine.
Le scénariste Drew Goddard mentionne dans le commentaire audio de l'épisode L'Armée des ombres qu'il avait été envisagé par les auteurs de tuer Alex vers la fin de la saison 7 et que la Force prenne son apparence pour converser avec Buffy. Cette option a été rejetée car ils ont finalement estimé que le personnage d'Alex était trop important pour la série et que sa mort si tard dans la série ne permettait de traiter l'évènement correctement. De plus, Alex est le seul personnage dont la résolution n'a jamais vacillé tout au long de la série et la mort du personnage aurait fait passer un message que les scénaristes ne souhaitaient pas. Il a donc finalement été décidé de l'éborgner plutôt que de le tuer.